# Cerro Lair
Cerro Lair är en kulle i Antarktis. Den ligger i Sydshetlandsöarna. Argentina, Chile och Storbritannien gör anspråk på området.
Terrängen runt Cerro Lair är platt söderut, men åt sydost är den kuperad. Havet är nära Lair åt nordväst. Trakten är obefolkad.